# Bébé Kambou
Bébé Kambou (Péni, 1º luglio 1982) è un ex calciatore burkinabé, di ruolo difensore.

## Caratteristiche tecniche
Difensore centrale, poteva essere impiegato anche come mediano.

## Carriera

### Nazionale
Ha debuttato in Nazionale il 26 gennaio 2004, in Senegal-Burkina Faso (0-0). Ha partecipato, con la Nazionale, alla Coppa d'Africa 2002 e alla Coppa d'Africa 2004. Ha collezionato in totale, con la maglia della Nazionale, 18 presenze.